# Jules Guex
Jules Guex (* 6. November 1871; † 14. Dezember 1948) war ein Schweizer Schriftsteller, Professor für französische Sprache in Vevey und Lausanne und Alpinist.

## Leben
Jules Guex war der Sohn von Jules-Frédéric-Samuel Guex (1839–1915) und lebte in der Region von Vevey. Er studierte an der Universität Lausanne und promovierte im Jahr 1900 mit einer theatergeschichtlichen Dissertation.
Neben dem Hauptberuf als Linguist war er ein Spezialist für die Flurnamenforschung des frankoprovenzalischen Sprachraums. Er untersuchte die Flur- und Bergnamen der Westschweizer und Savoyer Alpen in den aktuellen französischen und den mundartlichen Formen. Über die Namenslandschaften und die Etymologie der Bezeichnungen veröffentlichte er Beiträge in verschiedenen Zeitschriften, unter anderem in der Reihe Die Alpen des Schweizer Alpen-Clubs, sowie Monographien. Eine besondere Untersuchung widmete er den älteren romanischen und vorromanischen Bergnamen, die im deutschsprachigen Oberwallis überliefert sind.
Auf seinen Hochtouren in den Alpen führte Jules Guex naturkundliche Beobachtungen aus so wie am Trientgletscher im Kanton Wallis, über dessen jüngere Massenveränderung er im Jahr 1929 einen Bericht publizierte.
Er veröffentlichte Quellen zur Biographie des Waadtländer Schriftstellers und Alpenfotografen Emile Javelle (1847–1883).
Jules Guex war mit Cécile Madeleine Sillig (1877–1968) von La-Tour-de-Peilz verheiratet. Ihr Sohn war der Waadtländer Schriftsteller und Mittelschullehrer André Guex (1904–1988).

## Werke
- Le théâtre et la société française de 1815 à 1848. Dissertation présentée à la Faculté des Lettres de l’Université de Lausanne. Paris 1900. OCLC 805467
- Vevey, Suisse. 1901.
- Au glacier du Trient, 1878–1928. Observations et souvenirs. In: Les Alpes, 1929. OCLC 731558294
- Noms de lieux alpins. Esquisse toponymique du Val d’Hérens. In: Les Alpes, 1929, S. 127 ff. OCLC 717735498
- Noms de lieux alpins. II. Esquisse toponymique du Val de Bagnes. In: Les Alpes, 1930, S. 27 ff.
- Esquisse de toponymie glaciaire. 1933. OCLC 716841185
- Toponymes prégermaniques du Haut-Valais. In: Les Alpes, 1938, S. 355–366. OCLC 716945574
- La montagne et ses noms. Etudes de toponymie alpine. Lausanne 1946. OCLC 828862134
- Dans la trace de Javelle. Nombreux documents inédits: notes, croquis, dessins et photographies de Javelle. Lausanne 1947.